# Edward Scissorhands
Edward Scissorhands is een film van Tim Burton uit 1990. De productie won zeven filmprijzen, waaronder een Academy Award voor beste make up. Daarnaast werd ze genomineerd voor onder meer twee BAFTA Awards.
Edward Scissorhands bleek de eerste van een hele reeks films waarin regisseur Burton samenwerkt met hoofdrolspeler Johnny Depp. Later maakten ze samen ook Ed Wood (1994), Sleepy Hollow (1999), Charlie and the Chocolate Factory (2005), Corpse Bride (2005), Sweeney Todd: The Demon Barber of Fleet Street (2007), Alice in Wonderland (2010) en Dark Shadows (2012).

## Verhaal
Een oude vrouw brengt haar kleindochter naar bed, die haar vraagt waar sneeuw vandaan komt. De oude vrouw vertelt haar verhaal over de oorsprong van sneeuw:
Jaren geleden had een geniale maar stokoude uitvinder het plan opgevat om zelf een mens te maken met een goed hart. Zo maakte hij een man genaamd Edward. Wanneer de uitvinder Edward compleet wilde maken en hem handen wilde geven, kreeg de uitvinder een plotselinge hartaanval en stierf, zodat Edward alleen achterbleef met scharen als handen.
Toen Peg, een deur-aan-deur verkoopster na een pechdag bij het spookachtige kasteel aanklopte waar de uitvinder, en nu Edward, woonde, vond ze Edward en nam hem mee naar huis zodat hij bij haar gezin kon wonen. Edward deed vele nieuwe ontdekkingen en werd verliefd op Kim, de dochter van Peg. De hele (saaie) wijk was heel geïnteresseerd naar Edward, iedereen vond hem geweldig. Hij kon als de beste haar knippen en struiken vormen. Jim, het vriendje van Kim, zette Edward aan tot diefstal omdat Edward alle sloten met gemak kon openen. Edward deed het voor Kim. Hij werd echter gesnapt door de politie en de hele buurt wantrouwde hem, alleen Jim en Kim wisten dat hij niet de dader was. Kim wilde Jim nog tegenhouden maar dat lukte niet. Omdat Edward nog een paar ongelukjes had met zijn scharen door iemand per ongeluk te snijden, zocht de hele buurt en de politie hem. Ze vonden hem gevaarlijk. Jim was ook boos omdat Edward per ongeluk Kim had gesneden toen hij een ijssculptuur maakte, waardoor het ook sneeuwde en Kim buiten in de sneeuw ging dansen omdat het daar nooit heeft gesneeuwd. Hij werd voor alles beschuldigd en trok zich terug in het kasteel op de heuvel. Kim kwam hem achterna en daarna Jim ook, waardoor Jim en Edward gingen vechten. Edward prikte met een van zijn scharen in Jims hart en Jim stierf.
Kim kuste Edward en zei hem vaarwel voordat ze vertrok, en nam een oude scharenhand mee uit een kast en zei tegen de mensen dat ze beiden dood waren en had als bewijs het lijk van Jim en een (zogenaamde) hand van Edward. Edward was echter niet dood, en 60 jaar later, toen Kim oma was en het hele verhaal aan haar kleindochter vertelde, vroeg haar kleindochter of Edward nog steeds in het kasteel woonde en niet dood was. Kim zei dat hij niet dood was en het was ook zo, want Edward zorgde voor de sneeuw door ijssculpturen te maken. Voor Edward kwam, sneeuwde het nooit, nadat Edward kwam, sneeuwde het wel, en aangezien het sneeuwde leefde Edward nog.

## Rolverdeling

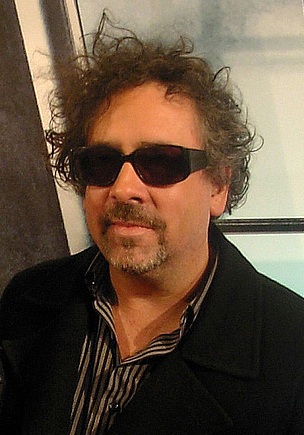
Tim Burton

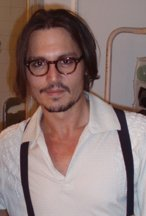
Johnny Depp

| Acteur    | Personage            |
| --------- | -------------------- |
| Edward    | Johnny Depp          |
| Kim       | Winona Ryder         |
| Peg       | Dianne Wiest         |
| Jim       | Anthony Michael Hall |
| Bill      | Alan Arkin           |
| Joyce     | Kathy Baker          |
| Uitvinder | Vincent Price        |
| Helen     | Conchata Ferrell     |

## Achtergrond

### Ontwikkeling
Het plan voor Edward Scissorhands kwam van een tekening die Tim Burton in zijn tienertijd had gemaakt van een man met scharen als handen. Deze tekening stond volgens hem voor zijn eigen gevoelens van isolatie en het feit dat hij niet met anderen kon communiceren.
Tijdens de voorproductie van Beetlejuice huurde Burton Caroline Thompson in om het scenario voor Edward Scissorhands te schrijven. Dit omdat hij onder de indruk was van haar korte roman First Born; een verhaal met dezelfde psychologische ondertoon die hij graag in Edward Scissorhands zag.
Kort na het inhuren van Thompson, begon Burton met de ontwikkeling van Edward Scissorhands bij Warner Bros.. Warner verkocht de filmrechten echter aan 20th Century Fox. Fox wilde Thompsons scenario wel financieren met een budget van 8 tot 9 miljoen dollar. Burton en Thompson werkten het scenario samen nog wat verder uit, waarbij ze zich lieten beïnvloeden door klassieke Universal Horror-films zoals The Hunchback of Notre Dame (1923), The Phantom of the Opera (1925), Frankenstein (1931), Creature from the Black Lagoon (1954), en King Kong (1933). Burton wilde de film tevens musicalelementen meegeven, maar kwam later terug op dit plan.
Na het succes van zijn film Batman, werd Burton een van de bekendste regisseurs van Amerika. Daarmee kreeg hij de mogelijkheid om Edward Scissorhands in productie te laten gaan.

### Acteurs
Winona Ryder was de eerste actrice die het scenario te zien kreeg, maar Dianne Wiest tekende als eerste voor de film.
Voor de rol van Edward wilde Fox eigenlijk Tom Cruise inhuren. Burton praatte met Cruise, maar vond hem toch niet geschikt voor de rol. Zo wilde Cruise de film meer een Happy End meegeven. Burtons eigen keuze voor de rol was Michael Jackson, maar het bleek niet mogelijk om hem voor de rol in te huren. Waarom niet is onduidelijk daar Jackson zelf wel interesse had in het scenario.
Johnny Depp deed auditie voor de rol daar hij afwilde van zijn imago als tieneridool. Volgens eigen zeggen voelde hij zich na het lezen van het scenario direct persoonlijk aangetrokken tot het verhaal. Toen hij werd aangenomen, besloot hij zich op de rol voor te bereiden door veel Charlie Chaplin-films te bekijken. Dit om inspiratie op te doen voor het creëren van sympathie met enkel lichaamsgebaren. Fox liet foto’s van Depp als Edward expres niet publiceren tot de film uitkwam.
Burton benaderde Ryder voor de rol van Kim Boggs naar aanleiding van hun samenwerking in Beetlejuice. Drew Barrymore deed eerder auditie voor de rol. Crispin Glover deed auditie voor de rol van Jim voordat Anthony Michael Hall werd geselecteerd.
Kathy Baker zag haar rol van Joyce als perfect middel om de overstap te maken naar komedie. De rol van de uitvinder werd speciaal geschreven voor Vincent Price. Het was zijn laatste filmrol.

### Opnames
Burbank in Californië werd uitgekozen als mogelijke opnamelocatie vanwege de buitenwijken, maar uiteindelijk viel Burtons keuze op Lutz, Florida, en het Southgate Shopping Center van Lakeland. De opnames voor de wijk waar Edward komt te wonen werden opgenomen in Carpenters Run development. Bewoners werden betaald om hun huizen voor de film te laten aanpassen en nadien te laten herstellen.
Het decor voor het landhuis van de uitvinder werd net buiten Dade City gebouwd. De opnames van de film leverden tijdelijk honderden extra banen op in de regio. De lokale economie verdiende 4 miljoen dollar aan de film. De productie verhuisde daarna naar een studio in Century City, waar het interieur van het landhuis werd gefilmd.
Voor het maken van de scharen die als Edwards handen moesten dienen, huurde Burton Stan Winston in. Het kostte Depp een uur en 45 minuten om zich geheel om te kleden voor de rol.

### Muziek
Edward Scissorhands is de vierde film waarin Burton samenwerkte met componist Danny Elfman. Elfman gebruikte voor de filmmuziek een orkest van 79 man. Elfman noemde het werken aan Scissorhands als zijn favoriete werk.
Naast de muziek van Elfman zijn drie nummers van Tom Jones te horen in de film: "It's Not Unusual", "Delilah" en "With These Hands".

### Ontvangst
De film werd door een testpubliek positief beoordeeld. Fox-voorzitter Joe Roth wilde de film daarom aanprijzen als een blockbuster gelijk aan E.T., maar zag hier later vanaf.
Edward Scissorhands bracht in het openingweekend $6.325.249 op. De totale wereldwijde opbrengst kwam uit op $86.02 miljoen tegen een budget van $20 miljoen.
De film was ook qua recensies een succes. Op Rotten Tomatoes gaf 90% van de mensen de film een positieve beoordeling. Metacritic gaf de film een 74/100.

## Prijzen en nominaties
- In 1991 werd Edward Scissorhand genomineerd voor een Academy Award voor beste make-up.

- Datzelfde jaar won de film de Hugo Award voor Best Dramatic Presentation

- In 1992 won Edward Scissorhand nog vier prijzen:
  - De Saturn Award voor beste fantasyfilm
  - De BAFTA Film Award voor Best Production Design
  - Twee Sant Jordi Awards: beste buitenlandse actrice (Winona Ryder) en beste buitenlandse film